# Zoltán Szilágyi (politicus)

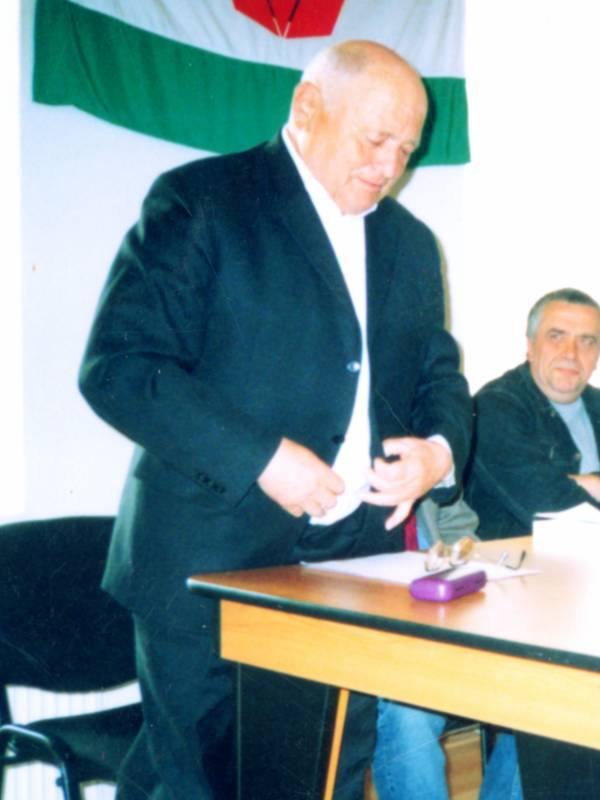
Zoltán Szilágyi

Zoltán Szilágyi was een Roemeens volksvertegenwoordiger tijdens de legislaturen 1990-1992 en 1992-1996, en stond in het district Bistrița-Năsăud op de lijst van de Democratische Unie van Hongaren in Roemenië.